# Vallans

Vallans este o comună în departamentul Deux-Sèvres, Franța. În 2009 avea o populație de 750 de locuitori.